# Archives d'Afrique

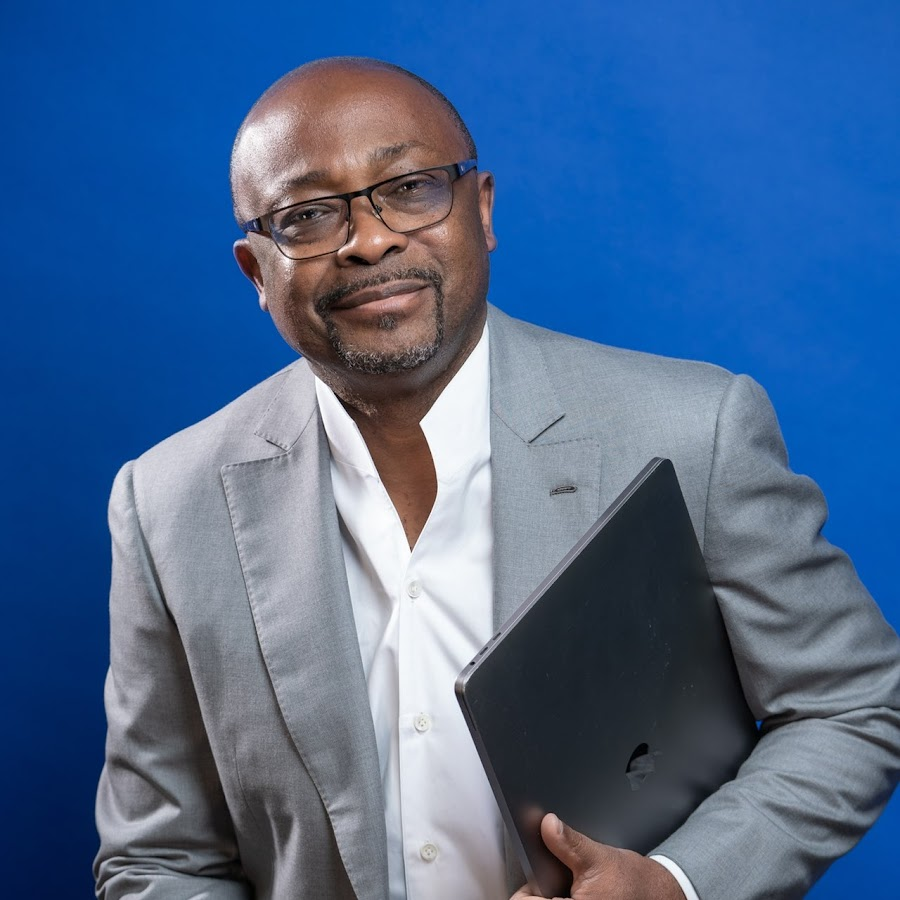
Alain Foka

Archives d'Afrique est une émission radiodiffusée sur l'antenne de Radio France internationale produite et présentée par Alain Foka. Elle explore l’histoire contemporaine de l’Afrique à travers ses grands hommes et est illustrée par des archives sonores et des témoignages d’acteurs et de témoins vivants.

## Déroulement de l'émission
Diffusée une semaine sur deux à 22h10 TU, chaque épisode commence par une citation qui puise sa signification dans l’histoire contemporaine de l’Afrique "nul n’a le droit d’effacer une page de l’histoire d’un peuple, car un peuple sans histoire est un monde sans âme". La dernière émission a eu lieu en octobre 2023, juste avant le départ d’Alain Foka, l’animateur principal, de RFI.

## Productions
En 2011, le premier volume; coffret sonore en 17 CD est produit. Il retrace l'histoire africaine des cinquante dernières années à travers des portraits, des archives sonores et des témoignages et est produit en plus de 15000 exemplaires et vulgarisés à travers plusieurs capitales africaines dont Cotonou au Bénin et d'autres,.
Le 19 mars 2014, un coffret de 8 DVD retraçant l'histoire de l'Afrique est dévoilé au public béninois à l'Azalaï Hôtel de la plage de Cotonou suivi d'un débat et d'une session de formation destinée aux journalistes africains, dans le but de garantir la pérennité du projet engagé.

## Publication
- Côte d'Ivoire, du chaos à l'espoir: Regard rétro-perspectif et leçons sur la crise ivoirienne Broché – 6 janvier 2014,